# Léon Reuchsel
Pour les articles homonymes, voir Reuchsel.
Léon Reuchsel, né à Vesoul le 11 février 1840 et mort à Lyon le 11 août 1915, est un professeur de musique, compositeur et organiste français. Il a longtemps été titulaire des orgues de l’église Saint-Bonaventure de Lyon.

## Biographie

### Une famille de musiciens
Léon Reuchsel, né Pierre Léon Reuchsel, voit le jour au no 8 rue Derrière-le-Palais à Vesoul. Il est le 5e fils de Johann Reuchsel (1791-1871), et de Marie-Anne Poinet. Il vit avec sa mère au 37, quai Saint-Vincent, à Lyon, lors de son mariage le 2 mai 1872 avec Marie Félicité Dieu (Dijon, 1850 - Lyon 2e, 1934), fille du professeur Théodore Désiré Dieu et de Marguerite Sandoz.
Les Reuchsel sont une famille d'origine thuringienne qui donna nombre de musiciens à la ville de Lyon. Johann Reuchsel, le père de Léon, qui avait exercé à Saulieu (Côte-d'Or), fut professeur de musique et organiste aux Chartreux, de Lyon. En 1853, il avait fait chanter une messe solennelle de sa composition à l'église d'Ainay, une seconde à Saint-Nizier, par la société que dirigeait Chapolard, et enfin une troisième en la chapelle qui existait autrefois sur l'emplacement de l'actuelle mairie annexe du 5e arrondissement, place du Petit-Collège, dans le Vieux Lyon. En 1867, Johann Reuchsel fut appelé à être titulaire de l'orgue de l'église Saint-Georges, nouvellement construite.
Léon eut deux fils musiciens, Amédée (1875-1931) et Maurice (1880-1968), tous deux organistes et compositeurs. Amédée est le père d'Eugène (1900-1988), pianiste, organiste et compositeur.

### L’organiste de Saint-Bonaventure
C'est précisément comme organiste que son fils Léon se fait remarquer. Élève de son père et de Batiste, Léon Reuchsel est nommé organiste de Saint-Bonaventure en 1861. Il le reste jusqu'en 1915, ce qui à l'époque fait de lui le doyen des organistes de la ville. En 1911, sont fêtées ses noces d'or d'organiste. Réputé pour ses talents d'improvisation, Léon Reuchsel développa considérablement le chant religieux à Lyon en composant huit messes, dont une avec orchestre, exécutée en 1872 à Saint-Bonaventure, sous sa direction et à l'occasion de la messe annuelle que donne l'association des artistes musiciens. Parmi ses autres œuvres figuraient un grand nombre de motets, plusieurs pièces pour orgue, et une Cantate à l'Éternel, sur des paroles de Racine, pour soli, chœurs, orchestre et orgue, chantée également à Saint-Bonaventure.
C'est aussi par son intermédiaire que les mélomanes lyonnais peuvent entendre, à Saint-Bonaventure, les plus grands organistes français qui vinrent participer à des saluts de charité. Ce sont donc Alexandre Guilmant, Camille Saint-Saëns, et plus tard César Franck et Théodore Dubois, qui font le voyage de Lyon. La Messe solennelle de César Franck est chantée le 15 décembre 1889 par la chorale Sainte Cécile, dirigée par Léon Reuchsel, en présence de l'auteur qui tient l'orgue et qui improvise des morceaux très remarqués. Quant aux Sept paroles du Christ, de Théodore Dubois, elles sont chantées le 24 décembre 1893, avec l'auteur à l'orgue.
En 1880, à l'un de ses saluts, on entend également, fait rarissime[réf. nécessaire], les chanteurs de la Chapelle Sixtine de Rome : le sopraniste Moreschi et l'altiste Mattoni. Leur succès est immense, mais il y a à propos de la nature de leurs voix une véhémente polémique de presse. Maurice Reuchsel précise que ce salut est chanté par les chœurs de la Lyre Sacrée et de l'Harmonie Lyonnaise, deux sociétés alors dirigées par son père.
Autre souci de cet organiste devenant célèbre, celui de la diffusion de la musique sacrée. C’est pourquoi le 8 juillet 1878, il inaugure l’orgue Cavaillé-Coll de l’église Saint-Denis de Nuits-Saint-Georges (Côte-d'Or)  avec le concours de son neveu Félix Reuchsel, organiste de Nuits et violoniste.

### Le fondateur de sociétés musicales
Dans le même temps, Léon Reuchsel s'intéresse également au développement lyonnais de sociétés musicales destinées à la diffusion de la musique sacrée. Parmi ces sociétés se trouve la Lyre Sacrée, fondée en 1875 par Léon Reuchsel et Joseph Bonnel, professeur au lycée de Lyon et secrétaire général de l'Académie des Sciences, Belles-Lettres et Arts de Lyon († 1902). Première chorale d'église, la Lyre Sacrée est le point de départ de la fondation d'autres chorales qui fonctionnent encore au milieu du XXe siècle et dont le but est de perpétuer les chefs-d'œuvre de Bach, Palestrina, Haendel, Marcello, Haydn ou Mozart. En 1877, cette société chante à l'inauguration de l'église de la Rédemption (Lyon 6e).
Autre société dont Léon Reuchsel est l’âme[non neutre] : la Schola Sainte-Cécile, qui est réorganisée par Léon Reuchsel et Joseph Bonnel en 1880. Elle fait ses débuts avec Marie-Madeleine de Massenet, après quoi viennent La fille de Jaïr, de Grandval, Christophe Colomb, de Félicien David, et La Mer, de Joncières. C'est en 1883 qu'elle donne la première audition lyonnaise de la Damnation de Faust, de Berlioz. Cette tentative est couronnée de succès et les journaux ne se sont pas lassés d'applaudir à la hardiesse de Messieurs Léon Reuchsel et Joseph Bonnel qui « peuvent être fiers de leur œuvre »', selon l'expression du Lyon Républicain[réf. nécessaire]. Ensuite, la Sainte-Cécile fait entendre Le chant séculaire, de Charles-Marie Widor, Ariane, de Maupeou, Ève, de Massenet. En 1884, Le Christ au Mont des Oliviers, de Beethoven et Roméo et Juliette, de Berlioz, figurent au programme. D'année en année, le répertoire de la Sainte-Cécile semble grandir ; « les chœurs et l'orchestre de plus en plus entraînés pouvaient affronter les difficultés d'œuvres longues et périlleuses; c'est avec plus de 200 exécutants qu'elle fit entendre, à l'église Saint-Bonaventure, au profit des fourneaux de la presse, la brillante messe de Jeanne d'Arc, de Gounod». C'est un des plus beaux résultats pécuniaires que Lyon ait jamais vu. Le succès est extraordinaire[non neutre]. Ajoutons encore que la Sainte-Cécile, outre des interprétations du Messie, de Händel, des Oratorios, de Saint-Saëns, exécute certaines œuvres de Léon Reuchsel, au nombre desquelles figurent Cécile et Valérien, un drame lyrique, Athalie. Le 10 mars 1889 est exécutée la célèbre Messe du Pape Marcel de Palestrina, à 6 parties par 150 voix à Saint-Bonnaventure. Les journaux de Lyon font, à cette occasion, un vif éloge de la Sainte-Cécile. Il y a aussi un long article dans le Times de Londres, pour signaler cette première audition en France.
Ainsi, il est permis de dire que l'on peut attribuer à Léon Reuchsel et Joseph Bonnel une partie de l'éducation musicale des lyonnais d'alors[réf. nécessaire],[non neutre].

### Une production abondante

#### La variété des œuvres profanes
- Plus de 100 morceaux de piano.
- Quelques mélodies.
- Plusieurs chœurs avec orchestre.
- Un poème pour soprano.
- Une sonate en ut mineur pour piano et violon Cécile et Valérien (représentée à Aix-les-Bains)
- Un opéra comique, Le Parrain du Diable, représenté à Aix-les-Bains.
- Un drame lyrique et en quatre actes, Le Sire de Coucy.
- Musique de scène, Mozart à la cour d’Autriche, (représenté plusieurs fois à Lyon).
- Un drame lyrique en cinq actes, Zénobie, (Paroles et musiques de Léon Reuchsel).

#### Les pièces de musique conservées  à la Bibliothèque Nationale
- Fête des Cloches, caprice pour piano, (1866).
- Les Cloches de Lichtenthal, nocturne, (1867).
- Le Rossignol au Ruisseau, caprice pour piano (1867).
- Prière de l’Orgue, méditation religieuse pour piano, (1868).
- Ravissement, romance à une voix et piano (1880).
- Les Trois âges de Mignon, chant et piano, (1881).
- Deux Motets, (1896).
- Ecce Panis, duo pour baryton et soprano, (1896).
- O Salutris Hostia, en collaboration avec son fils Amédée Reuchsel, (1907)).

### Un poète engagé lors de la Grande-Guerre
Par ailleurs, Léon Reuchsel publia sous le pseudonyme de Pierre Heller Cinq poèmes d'actualité, vendus au profit des réfugiés français et toujours conservés à la bibliothèque de Lyon. Ces poèmes, parus durant la guerre, en 1915, sont fort révélateurs de l’esprit anti-allemand de l’auteur qui reflète ainsi celui de l’époque. Leur titre est assez évocateur.
- L’érostrate moderne, dédié à Monsieur Belloc.
- Cannibale royal, dédié à Monsieur Cornet.
- Constantinople libre, dédié à Monsieur E. Vitte (son imprimeur, 3, place Bellecour à Lyon).
- Combat aérien- Aéroplane contre Zeppelin, dédié à Monsieur Benoist-Mary.
- Le Vin du Rhin, dédié à Madame Perrenot.

Dans certains d’entre eux, l’attaque est ciselée, profonde. Tous profitent de l’actualité pour diffuser un message de force auprès des soldats, réfugiés, en attendant la victoire française, que l’on souhaite complète et proche. C’est souvent aussi une critique de la folie germanique dont Guillaume II est le symbole :
…. Se peut-il aujourd’hui, dans l’Europe chrétienne, / Que pour se surpasser Erostrate  revienne ?/…./ Eh ! Grand Dieu ! ce n’est plus un vulgaire mortel / Qui d’un temple païen voulu briser l’autel ; / C’est un César puissant, un roi de Germanie / Qui jusqu’à la démence a porté l’ironie….. 
Le but est de sensibiliser les Français sur un des drames patrimonial de la guerre : la destruction de la cathédrale de Reims, comparée à ce temple d’Ephèse.
….Il n’a, la rage au cœur et l’éclair dans les yeux, / Vengé dans nul combat l’échec de ses aïeux./ Bientôt le temple ne sera plus qu’un crible / Sous l’effort du canon, sous la bombe explosible ! / C’est l’ordre du Kaiser, avec Satan d’accord / Pour se venger sur Dieu de son trop juste sort…
La charge est encore plus féroce dans Cannibale royal. Là faute est entièrement le fait de l’Allemagne, et son Empereur est portraituré sous les traits d’un monstre sanguinaire. Dans Constantinople Libre , il s’agit de défier l’allié du Reich en montant l’absurdité et la vétusté de l’Empire ottoman. Lucide, Léon Reuchsel voit aussi la fin du système turc même s’il n’hésite pas à concocter un savoureux salmigondis en mélangeant histoire, critique de l’Islam et aspirations à défendre le droit des peuples à disposer d’eux-mêmes.
….Tu voudrais Ô Stambul ! profiter des tempêtes / Que le cruel Kaiser déchaîne sur nos têtes / Pour enrichir encor ton souverain / Vain sera ton concours à la race teutonne / Tu subiras son funeste destin ;…
Avec Combat aérien, sous-titré Aéroplane contre Zeppelin, c’est l’occasion, sous forme de fable, de reproduire à l’avantage des Français, l’histoire de David contre Goliath. Intéressant texte qui montre chez Reuchsel un scrutateur attentif de la Grande Guerre, au moment où celle-ci devenait totale, utilise tous les moyens possibles pour parvenir à ses fins, et dont l’aviation encore peu développée. Prophétiquement, le méchant Zeppelin sera finalement terrassé par l’Aéroplane. Enfin, par l’intermédiaire du cinquième et dernier poème, Le vin du Rhin, Reuchsel appelle au franchissement du Rhin, en prenant prétexte que ce nectar allemand donne force et victoire. Ce qui lui permettait d’écrire :
Mais croira-t-on que Joffre ignore ce secret / Pour s’en glorifier il est bien plus discret, / Il n’attend pour fêter le chaud nectar du Rhin, / Que d’en avoir sevré le vantard souverain.
Ainsi Léon Reuchsel devenait plus politique, à mesure que se déroulait la guerre de 14, dont il ne verra pas l’issue. Pourtant, il en envisageait une fin favorable à la France et espérait qu’elle débouchât sur une union fraternelle entre les peuples, revigorés par des Evangiles enfin considérés comme la base de toute organisation sociale. À ce propos, la dernière strophe de Cannibale royal est à ce titre fort révélatrice de ce que l’on appela, après-guerre l’Esprit de Genève et qui devait déboucher sur la mise en place de la  très idéaliste Société des Nations.
On a encore de lui une Etude sur le rôle de la mélodie, du rythme et de l’harmonie dans la musique chez tous les peuples de l’Europe, depuis le Moyen Âge jusqu’à l’époque actuelle.
Léon Reuchsel s'éteignit à son domicile lyonnais du 42 rue de la République, le 11 août 1915, peu de temps après la parution des poèmes. Il était chevalier de l’Ordre de Saint-Grégoire-le-Grand et officier de l’Instruction Publique. Il repose avec son épouse dans le caveau des Dieu, sa belle famille, au cimetière ancien de Charbonnières-les-Bains (Rhône).

## Sources
- La revue Sine Dolo a publié des notices biographiques sur les musiciens de la famille Reuchsel, dans son no 3, octobre 2001 p. 190-210. Sine Dolo est une société généalogique et historique, dont le siège est situé chez Fabien Cler, 6, impasse Jean-Jacques Rousseau à Tournus (71 700). Tous les deux ans, l’association fait paraître un fort volume de mémoires consultables à la BNF, aux Archives de l’Ain, du Rhône, à la Bibliothèque Municipale de Lyon, aux Archives municipales de Lyon, à la Société généalogique du Lyonnais et au Musée Gadagne à Lyon. Pour plus de détails sur cette société, consultez le site *Site Sine Dolo